# Bogdan Gambal
Bogdan Gambal (ur. 26 lutego 1965 w Polkowicach, zm. 2 lipca 2020 w Krakowie) – działacz społeczny, pochodzenia łemkowskiego. Wieloletni przewodniczący, inicjator reaktywacji oraz członek założyciel Stowarzyszenia Ruska Bursa w Gorlicach, współzałożyciel i wieloletni redaktor naczelny radia LEM.fm. 
Za zasługi w działalności społecznej, za budowanie dialogu międzykulturowego i wspieranie społeczności łemkowskiej w Polsce, odznaczony został pośmiertnie Złotym Krzyżem Zasługi. Został nagrodzony przez Rusinów Słowacji Orderem Adolfa Dobrzeńskiego (Dobriańskiego) w lutym 2020 roku oraz był honorowym członkiem Towarzystwa im. Aleksandra Duchnowicza w Preszowie.